# Lyttini
Lyttini — род жуков семейства нарывников.

## Описание
Усики к вершине не утолщены или слабо утолщены. Мандибулы симметричные. Надкрылья либо одноцветные, либо с продольными полосами.

## Систематика
В составе рода:
- Acrolytta
- Afrolytta
- Alosimus
- Berberomeloe
- Cabalia
- Dictyolytta
- Eolydus
- Epispasta
- Lagorina
- Lydomorphus
- Lydulus
- Lydus
- Lytta
- Lyttolydulus
- Lyttonyx
- Megalytta
- Muzimes
- Oenas
- Parameloe
- Paroenas
- Physomeloe
- Prionotolytta
- Prolytta
- Pseudosybaris
- Sybaris
- Teratolytta
- Tetraolytta
- Trichomeloe